# Filippo Sega
Filippo Sega (Bologna, 22 agosto 1537 – Roma, 29 maggio 1596) è stato un cardinale e vescovo italiano.

## Biografia
Bolognese, nacque il 22 agosto 1537. Era lo zio di Girolamo Agucchi, figlio di sua sorella Isabella.
Fu governatore: di Forlì dal 24 gennaio 1569, di Imola dal 3 marzo 1571, della Romagna dal 15 dicembre 1572, delle Marche dal 1º gennaio 1575.
Il 20 maggio 1575, fu eletto secondo vescovo della diocesi di Ripatransone, succedendo al dimissionario Lucio Sassi.
Nunzio apostolico in Spagna dal 1577, l'anno seguente (3 ottobre 1578) fu trasferito alla sede di Piacenza, che resse fino alla morte.
Durante il suo episcopato venne staccata dalla diocesi quella parte, distante territorialmente dal resto, che comprendeva la città lombarda di Crema (quattro delle cinque parrocchie della città) e una ventina di parrocchie intorno a questa città, per l'erezione  della nuova diocesi di Crema (1580).
Papa Innocenzo IX lo elevò al rango di cardinale nel concistoro del 18 dicembre 1591.
Morì il 29 maggio 1596. Il suo monumento funebre si trova nella chiesa di Sant'Onofrio al Gianicolo a Roma.

## Genealogia episcopale e successione apostolica
La genealogia episcopale è:
- Vescovo Gabriele del Monte
- Cardinale Filippo Sega

La successione apostolica è:
- Vescovo Francisco Trujillo García (1578)
- Vescovo Martín de Salvatierra (1578)
- Vescovo Georges d’Aradon (1593)
- Vescovo Alessandro Boccabarile (1596)
- Arcivescovo Minuccio Minucci (1596)